# Bateria Tas-Samra
Bateria Tas-Samra (malt. Batterija tas-Samra, ang. Tas-Samra Battery) – bateria artyleryjska w Ħamrun na Malcie, zbudowana przez powstańców maltańskich podczas blokady Francuzów w latach 1798–1800. Była częścią łańcucha baterii, redut i umocnień (entrenchments), okrążającego francuskie pozycje w Marsamxett i Grand Harbour.

## Historia
Bateria zbudowana na szczycie wzgórza, górowała ponad Floriana Lines, Strada San Giuseppe (główną drogą wiodącą z Valletty do Mdiny), Marsa oraz Corradino. Znajdowała się bardzo blisko jednego z zewnętrznych elementów fortyfikacji Floriana Lines, i była jedną z najważniejszych baterii powstańczych.

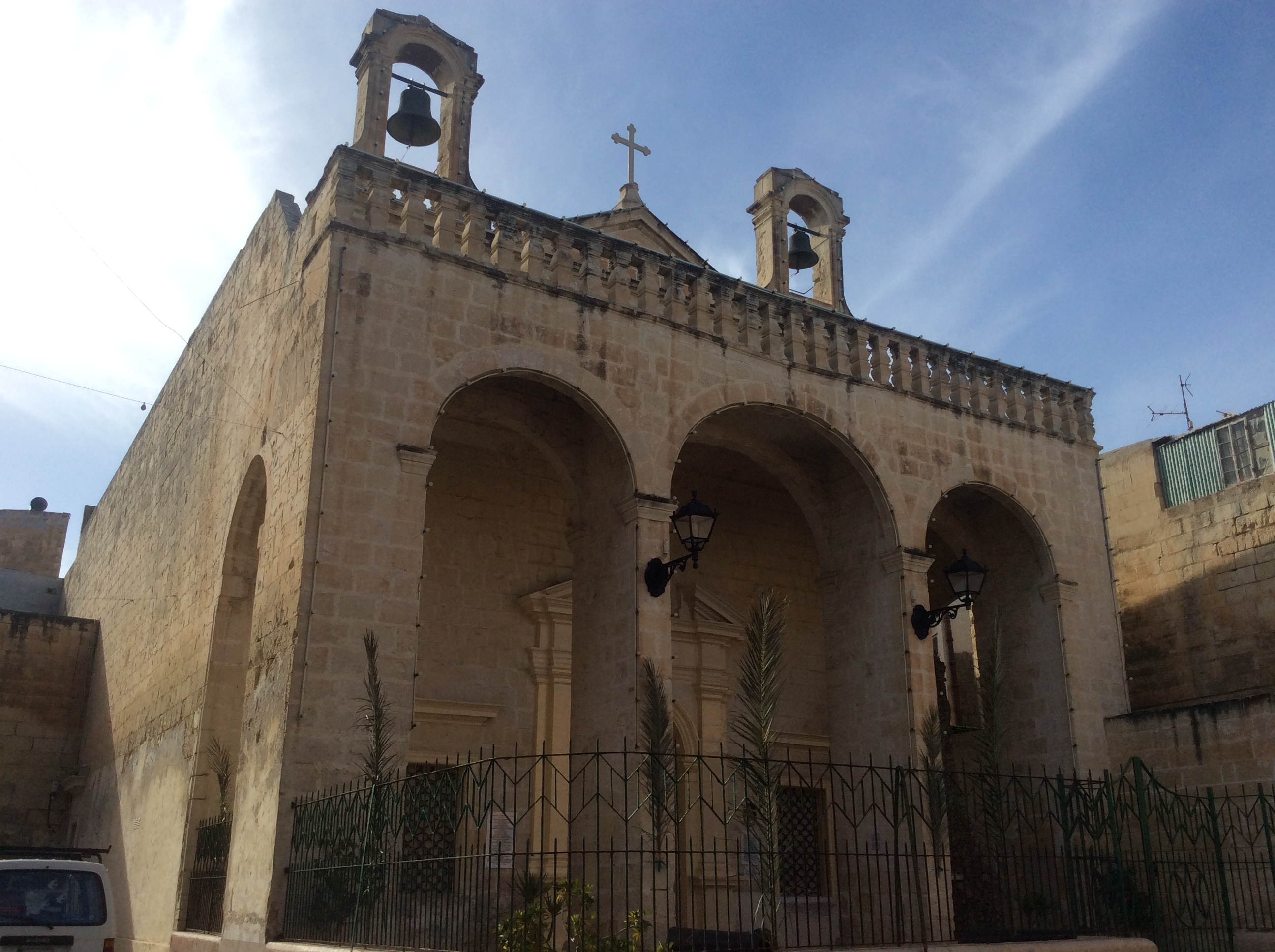
Kościół Matki Bożej z Atochy (Our Lady of Atocia).

Bateria Tas-Samra wzięła swoją nazwę od kościoła Matki Bożej z Atochy, znanego w języku maltańskim jako tas-Samra, a stojącego na miejscu wcześniejszego, poświęconego św. Mikołajowi. Kościół, zbudowany w roku 1630 na miejscu wcześniejszego, stał na tyłach baterii. Sama bateria miała brukowaną platformę artyleryjską oraz parapet z pięcioma strzelnicami. Tylna część fortyfikacji była otwarta, lecz ochraniał ją budynek świątyni, kilka innych budynków i wały z gruzu. Jeden z tych budynków służył jako koszary, do jego bocznej ściany umocowano maszt flagowy. Dodatkową ochronę baterii stanowiły dwie niewielkie wartownie na wschodniej stronie.

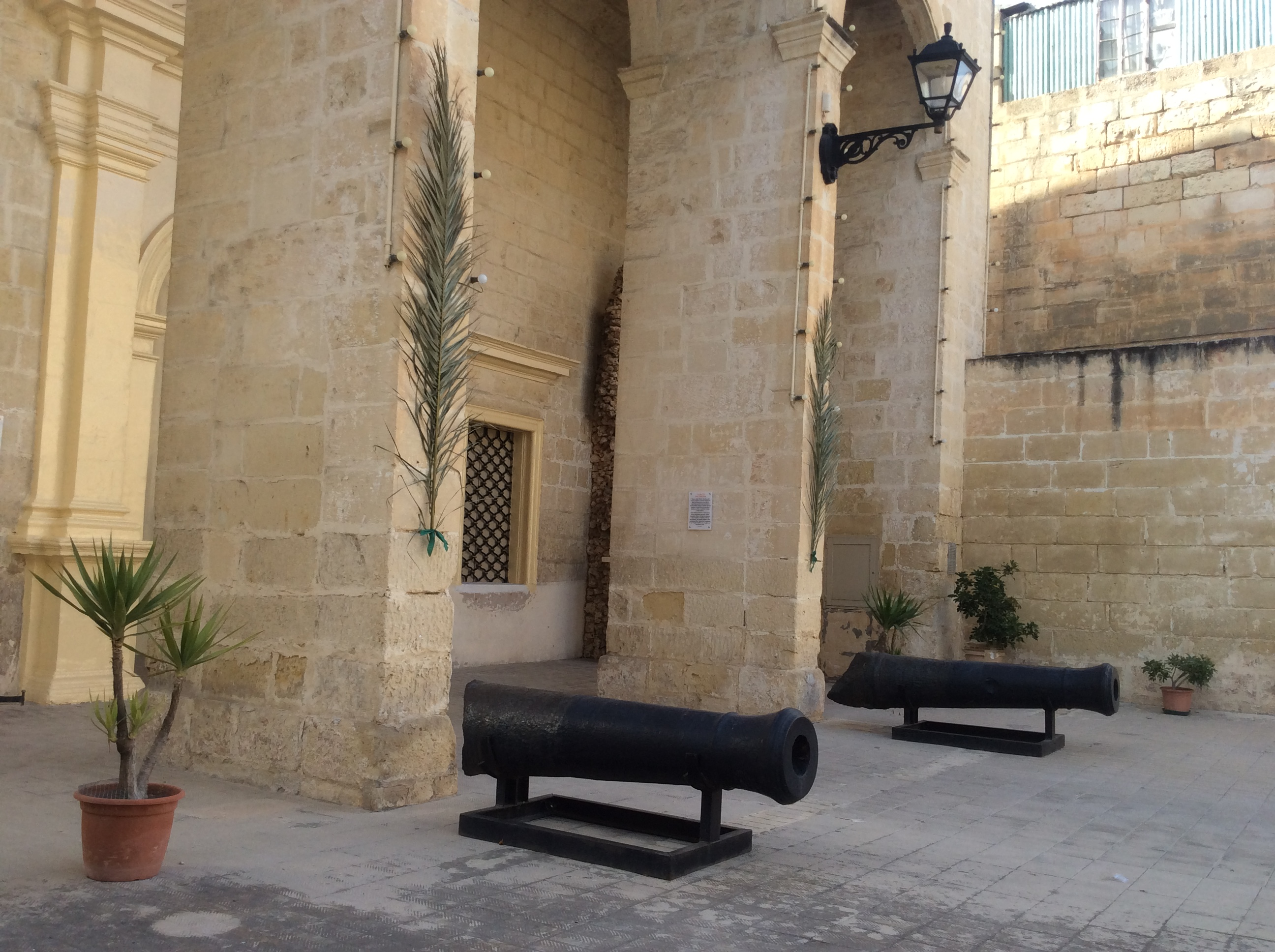
Kościół i pozostałości dwóch dział, używanych podczas powstania przeciwko Francuzom.

Uzbrojenie baterii stanowiły dwa działa 32-funtowe, dwa 18-funtowe, dwa 12-funtowe, dwa 8-funtowe oraz jedno 4-funtowe, dając ogólną liczbę dziewięciu dział. Jednak ówczesne ilustracje pokazują wyposażenie fortyfikacji jedynie w cztery działa i dwa moździerze. Dwa działa zostały przywiezione z wieży Świętej Marii na Comino.
Bateria stanowiła część jednego z głównych powstańczych obozów – Tas-Samra Camp. Był on pod ogólnym zwierzchnictwem Francesco Saverio Caruany, a pod bezpośrednią komendą Angelo Cilii i jego zastępcy Isidoro Attarda. Jego załogę stanowiły bataliony Żebbuġ, Siġġiewi oraz Naxxar. W późniejszym czasie obecni tu byli również żołnierze z Royal Navy i HM Marine Forces. Ogólnie, garnizon złożony był z 223 mężczyzn, w końcowej fazie powstania wzrósł do 600 ludzi. Oprócz Tas-Samra, pod obóz podlegały też dwie pobliskie mniejsze baterie, uzbrojone w trzy i cztery działa.
Mężczyźni z Tas-Samra zburzyli wszystkie graniczne murki na polach, aż po Floriana Lines, aby pozbawić Francuzów możliwości krycia się w razie kontrataku. Podczas powstania dowództwo francuskie desperacko chciało zneutralizować baterię Tas-Samra, jednego dnia ostrzeliwano ją bez przerwy przez pięć godzin. Na przekór atakującym, maltańscy powstańcy wzięli duży drewniany krzyż z kościoła i umieścili go na dachu, wywieszając czarną flagę. Trzech kanonierów obrońców zostało wtedy zabitych. W czasie innej wymiany ognia kula armatnia, wystrzelona z Tas-Samra, sięgnęła St. James Bastion w Valletcie, gdzie urwała głowę jednemu z francuskich kanonierów.

## Współcześnie

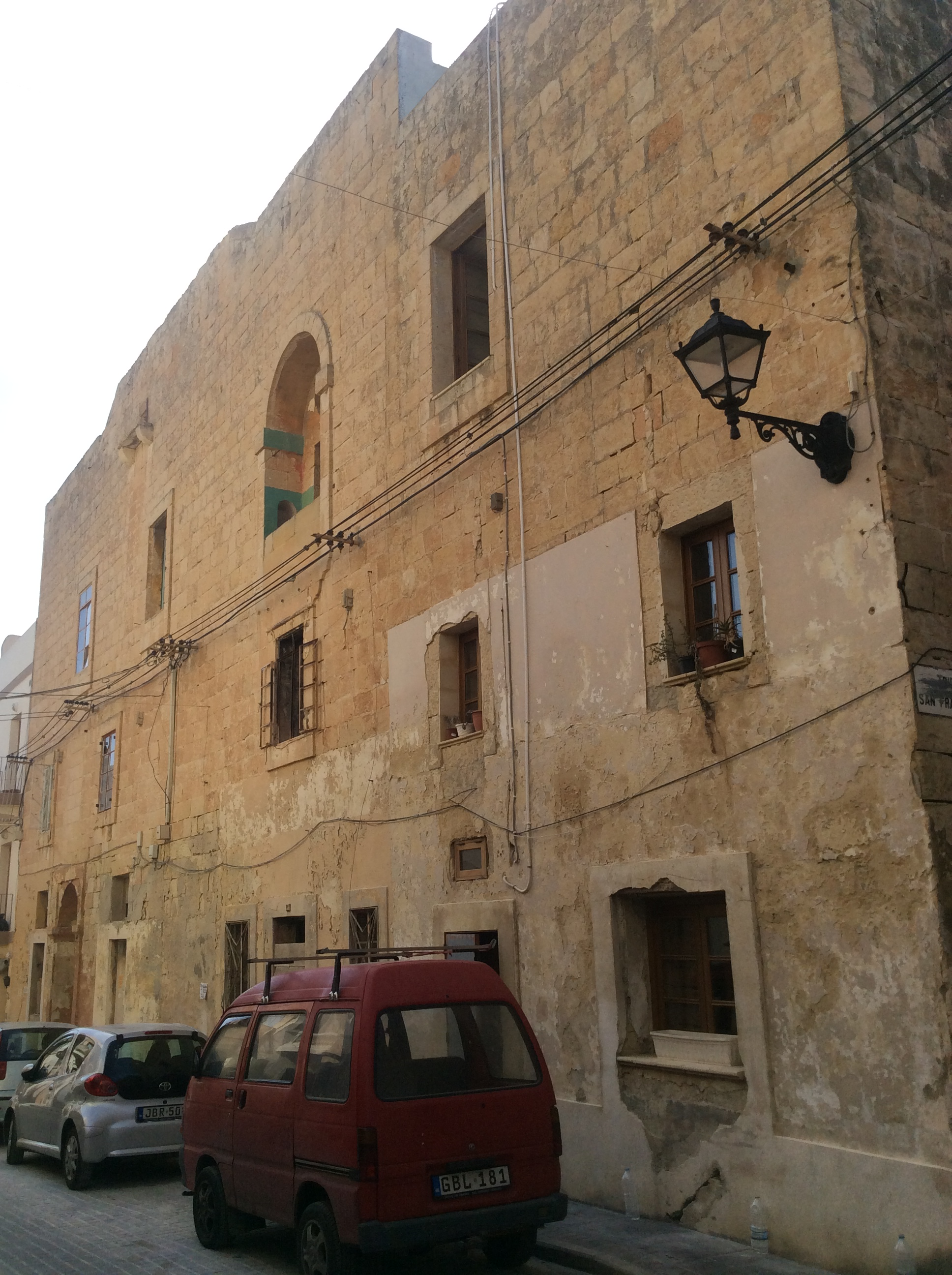
Budynek XVII-wiecznego pałacu używany był jako koszary

Podobnie do pozostałych fortyfikacji blokujących Francuzów, bateria Tas-Samra została rozebrana, możliwe, że po roku 1814. Miejsce uprzednio zajmowane przez fortyfikację jest współcześnie częścią gęsto zabudowanego obszaru mieszkalnego.
Chociaż sama bateria już nie istnieje, kościół „Tas-Samra” wciąż stoi. Jest jednym z kilku zachowanych do dzisiaj charakterystycznych obiektów blokady Francuzów na Malcie. Budynek XVII-wiecznego pałacu, zbudowanego za rządów Zakonu Joannitów, stojący na tyłach świątyni, i używanego prawdopodobnie jako koszary, również ocalał. Niestety, jest zaniedbany, a dodatkowo niszczony przez wandali. Wierzy się, że jest on najstarszym obiektem na tym terenie.